# Europäischer Journalisten Preis
Der Europäische Journalisten Preis ist eine österreichische Auszeichnung für Fernsehproduktionen.

## Geschichte des Preises
Seit 1994 nimmt der Österreichische Journalisten Club ÖJC am Internationalen Lokalfernsehfilmfestival „Golden Beggar“ in Košice teil. Seit 1999 wird vom ÖJC in unregelmäßigen Abständen der Europäische Journalisten Preis für hervorragende TV-Dokumentationen im Bereich der freien TV-Anstalten in Mitteleuropa vergeben.
Für den Preis gibt es keine Richtlinien. Die Entscheidung, wer den Preis zugesprochen bekommt, trifft die jeweilige Jury des Festivals. Es werden nur Sachpreise vergeben.

## Preisträger
- 1999 Lokal-Station in Eger, Ungarn
- 2000 News-Sendung „Wizjer TVN“ von TV Wissla in Krakau, Polen
- 2001 TV-Sender TV B 92 in Belgrad, Jugoslawien
- 2005 Dokumentarfilm „Weihnachtsbaum für die Vergessenen“", Kosovo
- 2007 Fabrizio Gatti